# 弥陀寺 (杭州)
弥陀寺为位于中国浙江省杭州市西湖区松木场小霍山（亦称弥陀山）下弥陀寺路53号、今弥陀寺公园内的一座原净土宗寺院，始建于清光绪四年（1878），近代以来曾用作学校、工厂和民宅等，2005年列入杭州市第二批历史建筑，2016年7月修缮后作为弥陀寺文化公园对外开放，现已不再作为宗教建筑使用。
弥陀寺建筑群由东、中、西三路建筑组成，中轴线上依次为山门（韦陀殿）九间、大佛殿三间和石经阁五间（今建筑为重建，其功能类似于保护罩，其下即《佛说阿弥陀经》石刻），大佛殿两侧原有厢房（已毁，今存遗址），东路为念佛堂和藏经阁各五间，西路为老厅和新厅（僧房）各五间，再西侧为法雨庵。《佛说阿弥陀经》刻于整面山墙上，总长24米，高约5米，由沈善登所书，正文和附记共2194字，每字约15厘米见方，为杭州现存最大的摩崖石刻。